# 指差確認

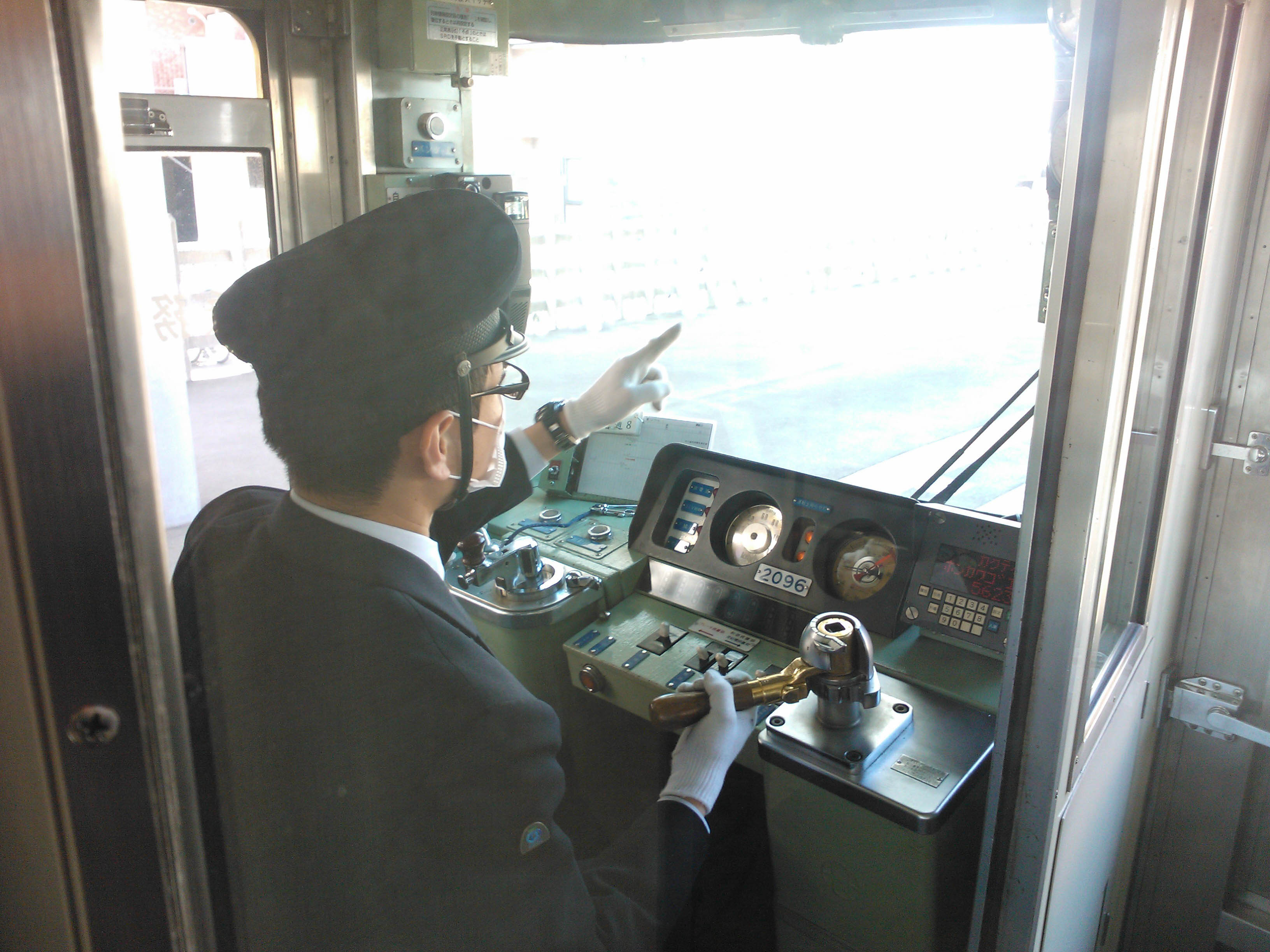
正在進行指認呼喚的日本鐵路駕駛員

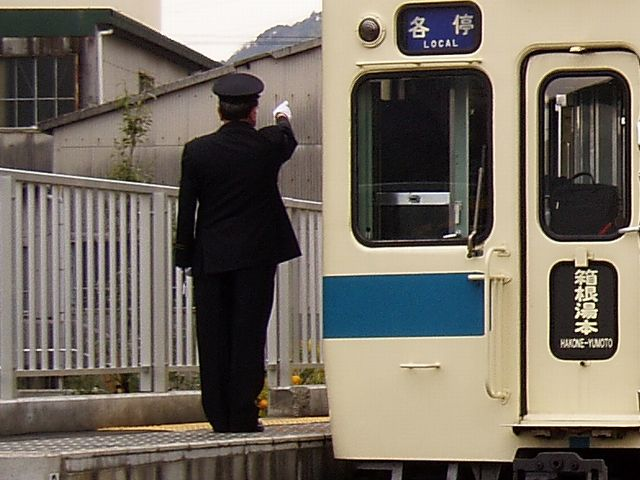
正在進行指認呼喚的小田急電鐵车长

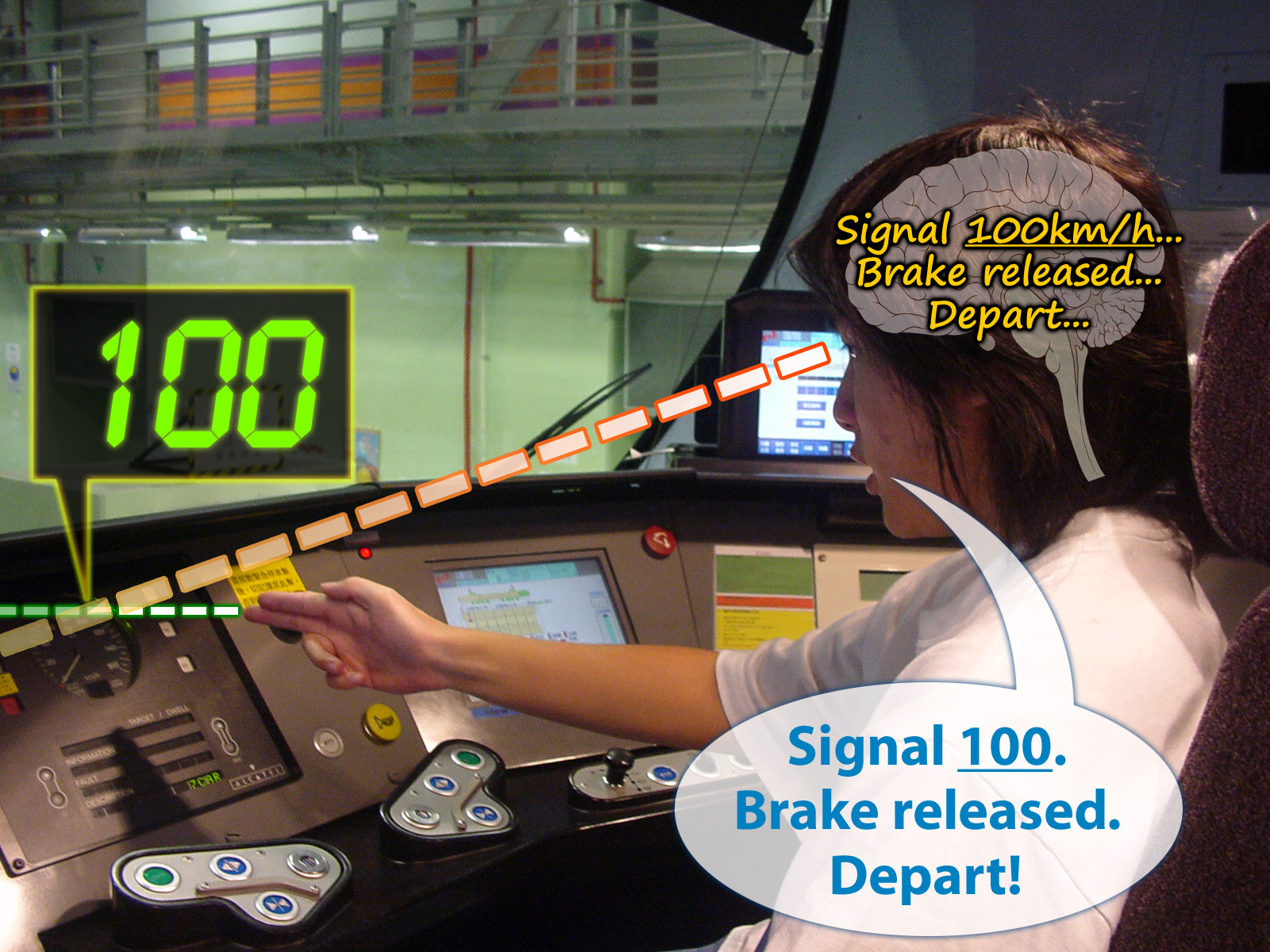
指認呼喚需要操控者的腦、眼、手與口並用，此外還包括耳。

指差確認（日语：指差喚呼）是一種透過身體各種感官（包括視覺、大腦意識、身體動作、口誦及聽覺）並用協調，以增加操控器械的注意力的職業安全動作方法。
指差確認源於日本，為鐵路事業用的安全動作，做法是在各程序中以眼望物件、手指指著物件、同時口誦確認、心手並用及集中精神，以達到減少人為失誤導致意外的效果。後來它廣泛用於不同範疇的事業，包括建造業、製造業及機電工程等等。
指差確認亦有不同的稱謂：指差喚呼、指差呼喚、手指呼喚、指認呼喚、指差呼稱、指差確認呼稱、指認呼喚應答等。

## 概要
指差確認所使用的動作如下：
- 眼 - 堅定注視要確認的目標
- 臂及手指 - 伸展手臂，用手掌食指指向要確認的目標（也有機會同時使用食指和中指）
- 口 - 高聲及清楚地呼喚「……，all right!」[註 1]
- 耳 - 聆聽自己呼喚

### 用於鐵路事業
列車司機駕駛列車，當遇上車門開關、開車、停車、通過車站、遇上速度限制和識別不同的鐵路訊號時，需要指差確認：用手指指著相關物件／號誌，再用口說出有關物件／號誌的狀況／代表之訊息。

### 用於機電工程業
機電工程業，例如電梯業，仍屬於高危險行業之一。這種行業可以實行指差確認；當員工處於精神低沉或忙亂狀態時，指著需要加強警覺的工序（例如正要切斷電源，便指向電源開關），高聲呼叫「小心觸電，OK!」等口號，可將員工的安全意識水準，提升至極清醒的狀態，從而減少發生意外的可能性。

## 使用狀況
中華民國及中華人民共和國、南韓等國家或地區的鐵路，受近代日本鐵路文化影響，無論是司機或車長，在列車運行時，均要進行指差確認。

### 日本
- 在所有的鐵路系統中，無論是司機或車長，在列車運行時，均要進行指差確認。
- 部份汽車客運業者要求巴士司機進行指差確認，例如神奈川中央交通。

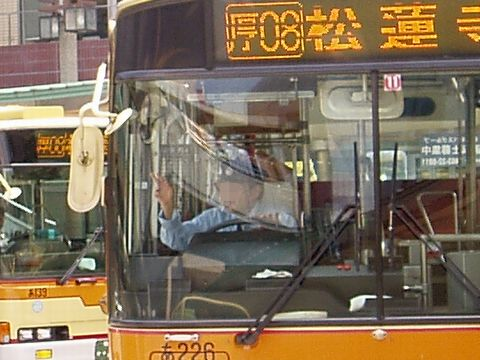
神奈川中央交通的巴士司機進行指差確認

### 中華民國（臺灣）
鐵路業者
臺灣高鐵公司
- 基地維修方面的應用：
在臺灣高鐵各維修基地皆有求動作，在穿越軌道時務必作出指差確認的動作。在穿越軌道前，向左方指出並觀察有無車輛動作中，確認後並說出左方確認，無誤之後再轉向右方做出之前相同的動作，目的是為了橫越軌道時無行駛中車輛向自己的方向駛來，造成人員安全的意外。
- 行車運轉方面的應用：
列車駕駛進行列車營運前準備時，必須以指差確認方式確認列車的各項設備處於符合營運狀態的條件。列車長操作車門時會以指差確認方式，確認車門的啟閉狀態。站務員於列車進出車站月台時，會以指差確認方式，確認月台狀態及淨空，符合列車進站停靠的安全條件。當列車符合發車條件，即將開車時，列車駕駛會以指差確認方式，確認收到ATC號誌速度碼，再啟動列車。

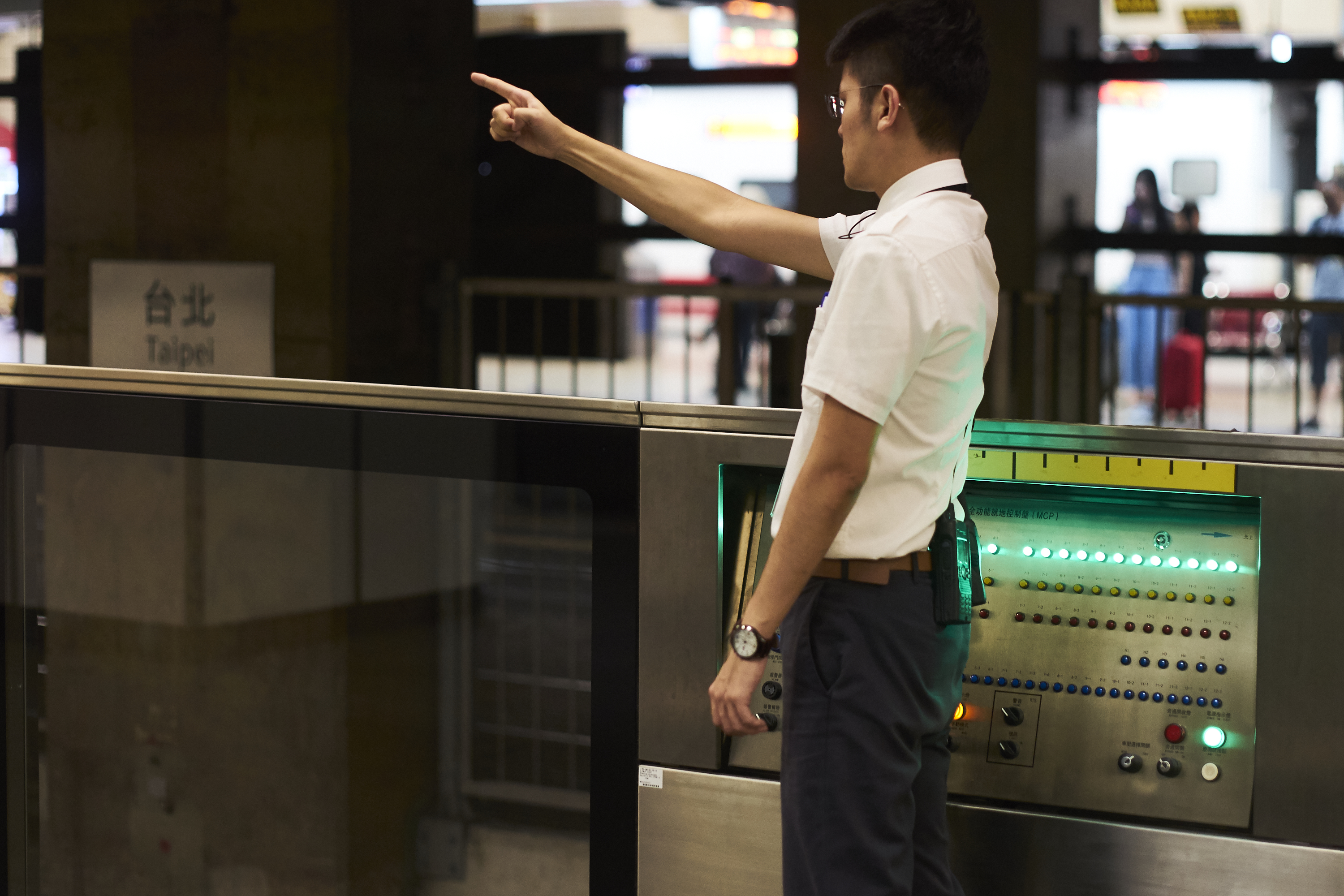
台灣高鐵臺北車站站務員，於列車進站前的指差確認
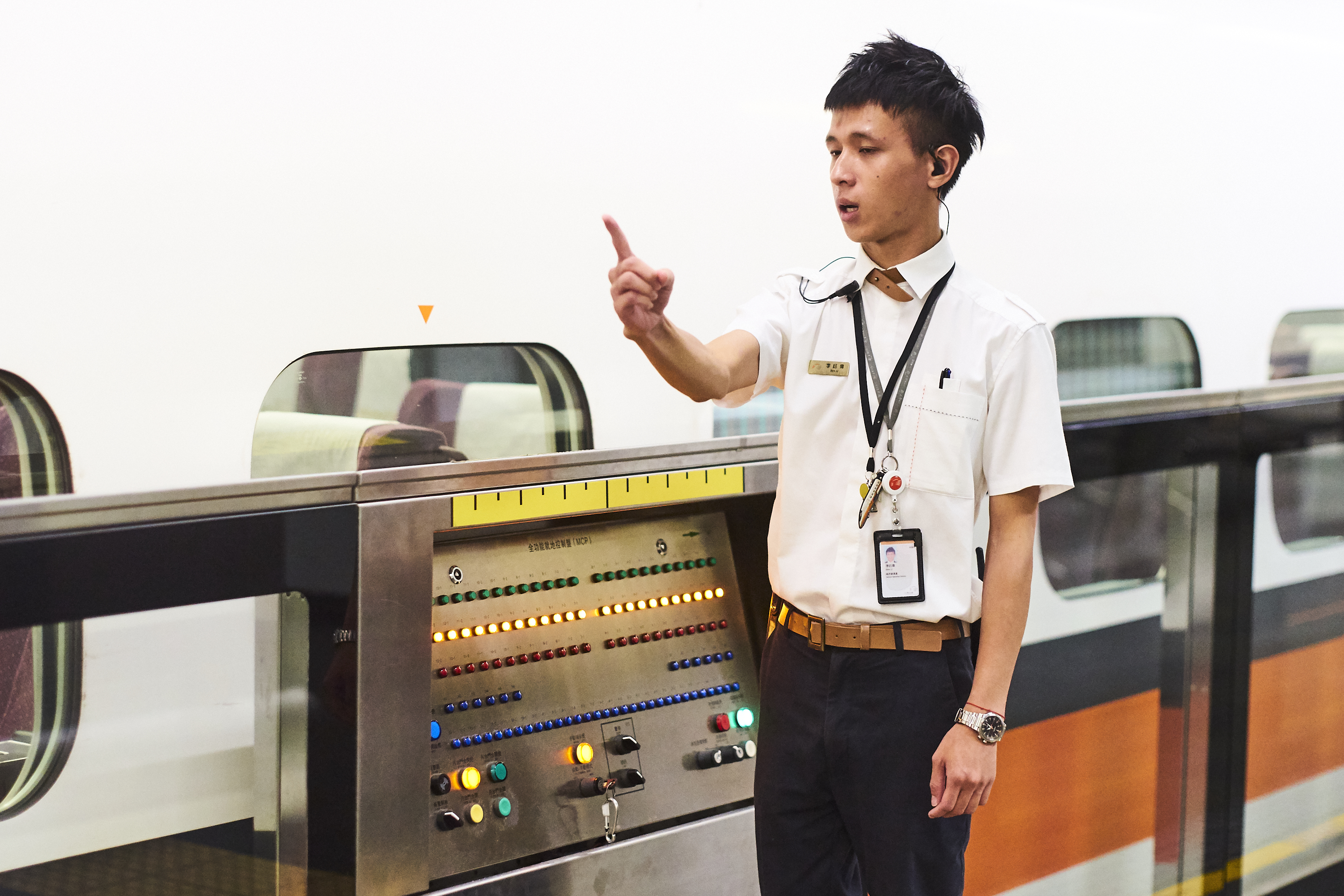
台灣高鐵臺北站站務員，於列車離站前的指差確認

臺灣鐵路公司
在中華民國交通部公佈之《鐵路行車人員技能體格檢查規則》等行政規則中、臺灣鐵路管理局（現改制為臺灣鐵路公司）規章中，明定有「指認呼喚應答」，其中的指認呼喚與日本的指差確認相同。臺灣鐵路管理局客運列車，車長於列車離站前必須進行指差確認，確認月台及車門已排除障礙，才能上車通報列車離站。

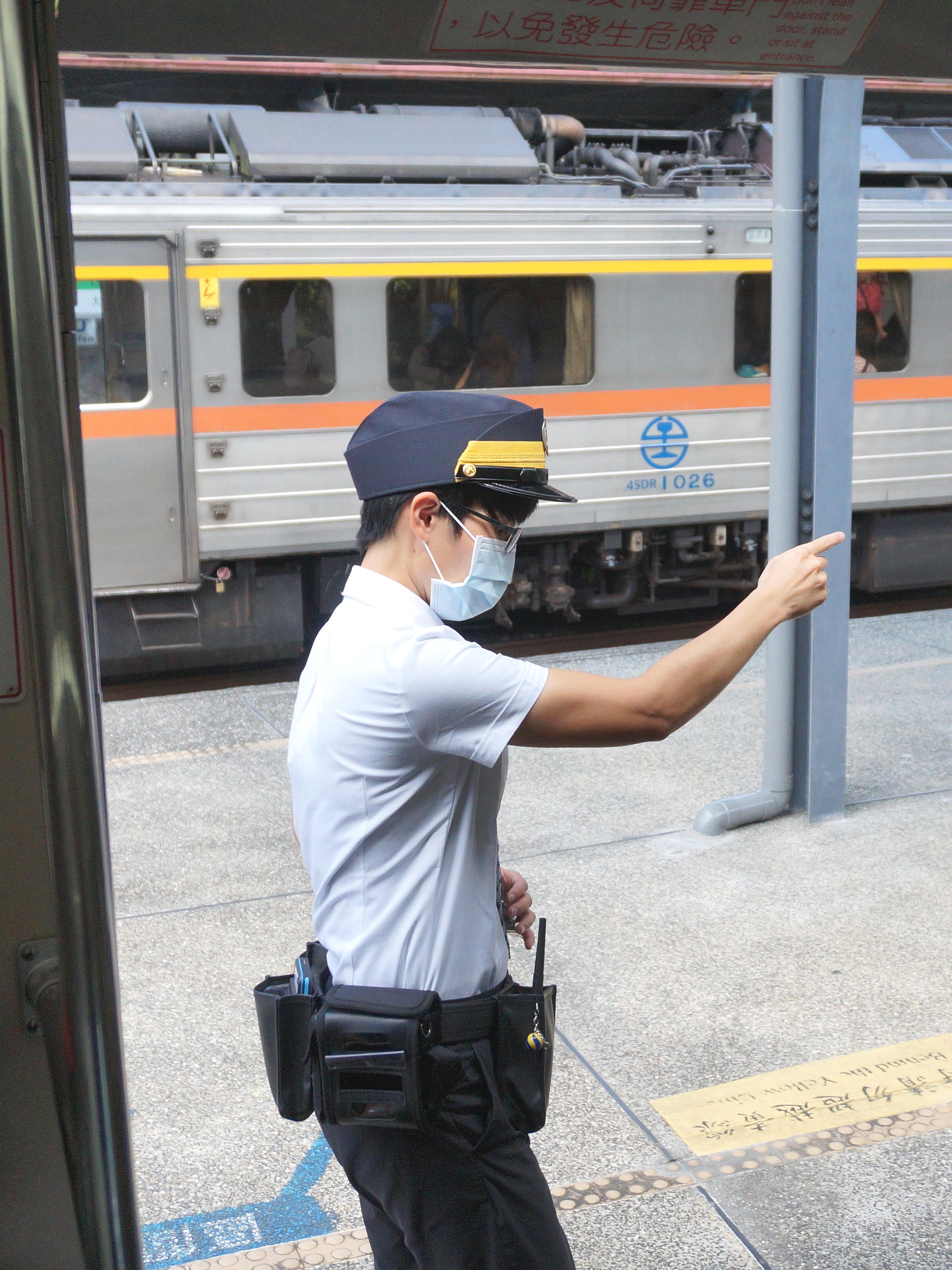
臺灣鐵路管理局（現改制為臺灣鐵路公司）客運列車車長，於列車離站前的指差確認

臺北捷運/高雄捷運
雖然臺北捷運列車與高雄捷運列車全由電腦控制來運行，但在列車離站之前，還是得仰賴司機員以指差確認方式確認月台閘門及車門已排除障礙，同時確認每一節車廂上車門閉合動作完成瞬間有與車門燈同步熄滅，司機員才能返回駕駛室控制電聯車離站。
至於桃園機場捷運由於月台監視螢幕從月台端移植至桃園捷運1000型電聯車及桃園捷運2000型電聯車的駕駛室之3號螢幕(車廂內監視螢幕，內建月台監視螢幕)，因此採用司機免下車指差確認，減少人力負擔。
汽車客運業者
首都客運的公車駕駛員在臺北市及新北市幾個重要路口駕車轉彎時，要做「指差確認」確保用路人安全，減少肇事率。
核能產業
臺灣電力公司
台灣四座核能發電廠皆引入指認呼喚作為廠內工作必備程序，另搭配雙重確認、三向溝通等人因防誤措施以加強核電廠營運安全。

### 香港
鐵路運輸
在兩鐵合併前，九鐵規定，列車司機營運列車時，需要指差確認。在兩鐵合併後，所有列車司機也需要學習及實行指差確認程序。唯實際上，由於港鐵沒有相關制度要求列車司機全面執行，故此大部分路線司機一般只會於必要情況下執行指差確認（屯馬綫除外），例如是以手動模式駕駛列車、列車離站，以及進行列車併結/解結程序；而在其他情況下，司機大多數會視此為「無聊」的行為，因而不會執行。
機電工程業
香港一間日資電梯公司自1980年代引入指差確認，沿用至今。
建造業
香港有建築公司，在興建公路系統時，將指差確認引入現行的安全施工程序內：將當日施工時可能產生的危害，找出可行的解決及預防方法，設計成口號，並大聲喊出3次，以加強員工的警惕性，減少在工作中犯錯的機會。

### 中华人民共和国
中国铁路

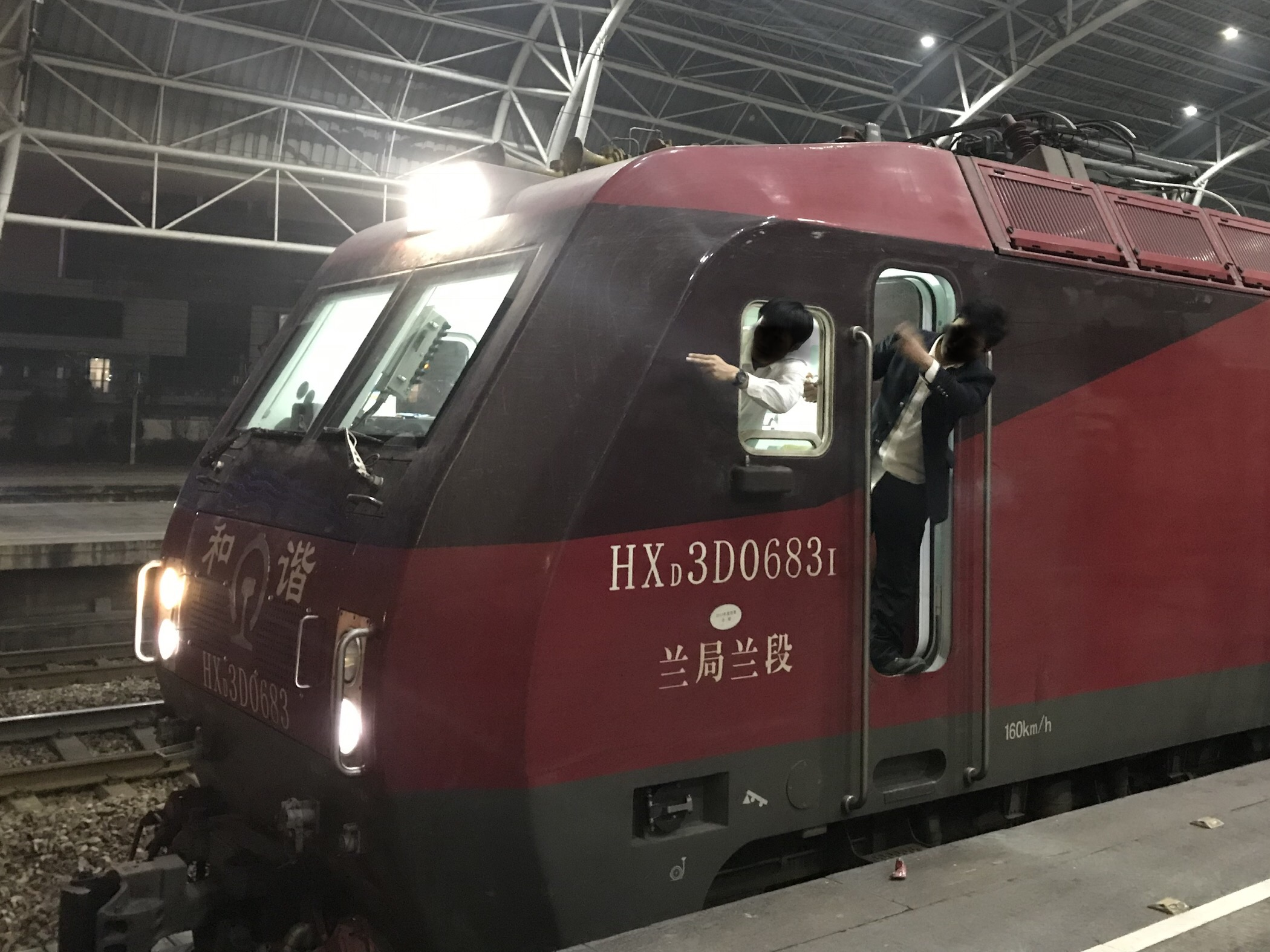
中国铁路司机在发车前进行「手比眼看口呼」确认信号

指差确认在中国铁路被称为“手指口呼”，用途和姿势基本是模仿的日本铁路，不过要求和动作要比日本铁路更加多样复杂，其主要用于信号确认，进路确认，警惕，设备确认和车况确认等，同时伴以大声呼喊（称之为呼唤应答）。在《铁路机车操作规程》中对手比姿势的使用和时机有详细的说明。
城市軌道交通
各城市的地鐵、輕軌等軌道交通普遍有指差確認的制度。一些地方的有軌電車亦要求司機作指差確認。不同城市對該動的叫法不盡相同，如上海地铁官方稱之為「手指呼唤」。
民航业
中国民航南航新疆维修基地航线部门于2014年正式引入了指差确认制度。

## 外部連結
- 臺灣鐵路管理局指認呼喚應答教學 （页面存档备份，存于）